# Nhà thờ Tin lành ở Dúžava
Nhà thờ Tin lành ở Dúžava (tiếng Slovakia: Evanjelický kostol v Dúžave) là một công trình kiến trúc dân gian được xây dựng bằng gỗ tọa lạc ở Dúžava, thị trấn Rimavská Sobota, vùng Banská Bystrica, Slovakia. Bên trong nhà thờ có nội thất cổ có giá trị. Vào ngày 31 tháng 5 năm 1963, nhà thờ này được ghi danh vào Danh sách Di tích Trung ương theo quyết định của Bộ Văn hóa Cộng hòa Slovakia.

## Lịch sử
Nhà thờ Tin lành ở Dúžava được xây dựng vào đầu thế kỷ 19. Gần đây, nhà thờ bị xuống cấp trầm trọng nên cần phải được trùng tu lại. Công cuộc trùng tu nhà thờ hoàn thành vào năm 2007.

## Miêu tả
Về mặt kiến trúc, nhà thờ Tin Lành ở Dúžava là một tòa nhà đơn giản chỉ có một phòng bằng gỗ có kích thước 11,2 x 7,7 mét. Nhà thờ được xây dựng bằng các dầm gỗ sồi, được kết nối với nhau ở các góc bằng mối nối truyền thống của thợ mộc. Mặt tiền nhà thờ được làm bằng thạch cao. Mặt tiền nhẵn không được trang trí bất kỳ thứ gì. Phần mái của nhà thờ được lợp ngói. Các cạnh của đỉnh mái được hoàn thiện với họa tiết mặt trời hoặc ngôi sao. Đây là đặc trưng của các nhà thờ Tin lành ở Gemeri và Malohont. Lối vào nhà thờ được thiết kế đơn giản với phần cuối hình bán nguyệt. Các bức tranh bên trong nhà thờ có niên đại vào năm 1747. Một trong những bàn thờ của nhà thờ có từ nửa sau thế kỷ 17.